# Holografija
Članek obravnavnava fotografsko tehniko. Holograf je sicer vrsta dokumenta, ki ga je v celoti napisala oseba, v imenu katere je izdan (pogosto oporoka), hologramsko načelo je domneva kvantne gravitacije, The Holograms pa so bili izmišljena glasbena skupina iz risane serije Jem.
Holografija (grško starogrško ὅλος: hólos - celota + starogrško γραφή: graphē - pisati, risati) je veda in postopek ustvarjanja ter reprodukcije hologramov.
Holografija je metoda, s katero se posname 2D ali 3D interferenčni vzorec, ki za razliko od fotografije omogoča prikaz posnetih slik v treh dimenzijah. Interferenčni vzorec nastane, ko se sekata referenčni žarek svetlobe in žarek, ki se odbije od osvetljenega predmeta. Objektni in referenčni žarek imata enako valovno dolžino. Ko na posneti hologram posvetimo z referenčnim žarkom, uklonski vzorec poustvari valovne fronte svetlobe prvotnega predmeta in opazovalec vidi njegovo sliko. Ime holografija izvira iz Grške besede ʻholo’, ki pomeni ʻceloten’, in ʻgrapho’, ki pomeni ʻjaz pišem’. Sestavljanka besed torej pomeni ʻceloten zapis’.
Od ostalih metod zajemanja podatkov se razlikuje po tem, da se signala iz žarkov najprej primerjata in šele nato je informacija tudi zapisana. Frekvence elektromagnetnega svetlobnega valovanja so tako visoke ({\displaystyle 10^{14}-10^{15}}Hz), da jim ni mogoče slediti z navadnim detektorjem. Za primerjavo z objektnim žarkom se lahko uporablja le svetlobno valovanje samo. Holografska metoda zapisa informacije objekta je najbolj zanesljiva metoda zapisa informacije in nam da najbolj popolno informacijo o 3D svetu okrog nas.
Holografija se v današnjem času uporablja v najrazličnejše namene, od izdelave varnostnih elementov na karticah in bankovcih višje vrednosti, pa do naprednih medicinskih tehnik. Pogosta je tudi njena umetniška uporaba. Holografijo pogosto srečamo tudi v znanstveni fantastiki, kjer je v namišljenih vesoljih nadaljevank in filmov kot sta franšizi Vojna zvezd in Zvezdne steze priljubljen način prikazovanja podatkov.

## Zgodovina
Holografijo je izumil Madžarsko-Britanski fizik Dennis Gabor leta 1947, medtem ko je želel izboljšati delovanje elektronskega mikroskopa. Prvotne ideje holografije niso bile nikoli realizirane, kljub temu je bil Gabor leta 1971 nagrajen z Nobelovo nagrado iz fizike. Takratni izvori svetlobe niso oddajali koherentne svetlobe, zato se je razvoj holografije nadaljeval šele z izumom laserjev leta 1960.
Velik korak naprej sta leta 1962 naredila Ameriška fizika Emmet Leith in Juris Upatnieks, ko jima je s postavitvijo uspelo popolnoma ločiti interferenco med realno in navidezno sliko. V njuni postavitvi se objektni in referenčni žarek sekata neposredno na fotografski plošči. Leto kasneje sta uspešno realizirala eno izmed Gaborjevih idej in ustvarila prvi laserski transmisijski hologram 3D predmeta (igračka vlakca in ptice). Ti transmisijski hologrami ustvarijo jasno sliko objekta z realistično globino, ko na njih posvetimo z laserjem. Njuno pionirsko delo je vodilo k standardizaciji opreme za izdelovanje hologramov. Kvaliteta slike se je izredno izboljšala, ko sta Leith in Upatnieks vpeljala difuzno osvetlitev opazovanega objekta. Zapis informacije v hologramu ni bil več lokalen. Vsaka točka v fotografski plošči je vsebovala zapis sipanja svetlobe na vseh točkah in zato je celotna slika objekta kodirana v zelo majhnem delu holograma. 
Prav tako leta 1962 je Sovjetski optični strokovnjak Yuri Nikolaevich Denisyuk naredil prvi volumski hologram, pri katerem dobimo le eno rekonstrukcijo slike objekta. Tak hologram lahko opazujemo že s svetlobo običajne žarnice. Denisyuk je bil leta 1970 nagrajen z Leninovo nagrado. Teorijo volumskih hologramov je leta 1963 dopolnil P. J. Van Heerden.
Optični pojavi, na katerih temelji holografija, so bili dobro raziskani s strani priznanih fizikov. Z raziskavami so se ukvarjali predvsem francoski fiziki A. Maréchal, P. Croce in M. Francon, nemški fizik F. Zernike, in Američana E. L. O’Neill ter L. J. Cutrona. Holografija se danes raziskuje po številnih laboratorijih po svetu.

## Fizika holografije
Tehnika holografije temelji na treh osnovnih fizikalnih pojavih. Holografijo bomo razumeli, če razumemo interferenco, koherenco in uklon svetlobe.
- Interferenca: Interferenca nastane, ko se dve koherentni valovanji srečata in na tem mestu nastane nov valovni vzorec. Informacijo o relativnih razdaljah med posameznimi točkami na objektu se posname s primerjavo referenčnega in objektnega žarka. Interferenčni vzorec nastane, ko se referenčni in objektni žarek sekata. Ta interferenčni vzorec se nato posname na fotografsko ploščo[1].

- Koherenca: Zmožnost svetlobe, da ustvari statični interferenčni vzorec v večjem volumnu je znana pod izrazom koherenca. Da se lahko posname zadovoljivi hologram, mora biti uporabljena svetloba prostorsko koherentna in njena koherenčna dolžina mora biti večja kot največja razlika optične poti med objektnim in referenčnim žarkom pri zapisovanju. Prostorsko koherenco svetlobe se zagotovi s primernim svetlobnim izvorom, zato se pri holografiji univerzalno uporablja laserski izvor svetlobe[5].

- Uklon: Prav tako pomemben pojav pri svetlobnem valovanju je uklon svetlobe. Ko svetlobno valovanje naleti na oviro ali na majhno odprtino, se prične valovanje širiti tudi v področje sence.

## Zajemanje in rekonstrukcija optičnih hologramov

### Zajemanje optičnih hologramov
Obstaja več različnih načinov zajemanja optičnih hologramov, vendar je daleč najpogostejši primer izvenosne presevne holografije, ki ga prikazuje slika na desni. Izvenosnost se nanaša na eksperimentalno postavitev, kjer vsi elementi niso poravnani na optični osi. Presevnost gre razumeti v smislu kasnejše rekonstrukcije, ko na zajet hologram posvetimo z istim koherentnim snopom, sliko pa opazujemo nato skozi fotografsko ploščo z zajetim hologramom. V tem, sicer precej idealiziranem primeru, potrebujemo za zajemanje holograma sledeče komponente:
- Koherentni izvor svetlobe, torej laser, ki ga z obrnjenim teleskopom razširimo tako, da pokrije površino optičnih elementov v sistemu
- Delilnik žarka, torej polprepustno zrcalo,
- Ogledala,
- Objekt,
- Prosojno fotografsko ploščo.

Razširjen laserski žarek se najprej razdeli na objektni in referenčni žarek. Objektni žarek vpade na objekt, kjer se od njega odbija, nato pa odbita svetloba vpade na fotografsko ploščo. Drugi, referenčni, žarek potuje preko ogledal direktno na fotografsko ploščo. Zaradi koherentne narave uporabljenega laserskega žarka na fotografski plošči pride do interference med obema vpadnima snopoma, ki povzroči nastanek značilnega interferenčnega vzorca. Slednjega se posname na fotografski plošči.
Posneti hologram ima obliko strukture, značilne za interferenco, ki jo lahko spoznamo na mikroskopski sliki. Zaradi oblike interferenčne slike posnet hologram deluje tudi kot uklonska mrežica, tako da lahko hologramski posnetek spoznamo tudi po lomljenju bele svetlobe na njene mavrične komponente.

### Zapisovalni mediji in razmnoževanje hologramov
Poleg že omenjene fotografske emulzije se lahko za zapisovanje uporabi tudi nekatere druge snovi. Postopki se razlikujejo tako po načinu obdelave (kemična, termična, ...) ter po ceni porabljenega materiala.
Množično razmnoževanje hologramov vključuje v prvi fazi prekrivanje posnetega holograma s tankim nanosom kovine, npr. niklja. Nanešeno plast zadostne debeline se nato odstrani s površine holograma, ter pritrdi na ustrezno ploščo, ki odlitku da mehansko trdnost. Takšen hologramski negativ se nato segreje, nanj pa se pritisne ploščo iz mehke plastike. Negativ površinski profil holograma prenese na plastiko, ki je nato pritrjena preko vmesnega sloja umetne mase na čvrsto podlago. Tako razmnožen hologram je nato mogoče uporabiti za rekonstrukcijo originalne slike. Postopek je podoben kot v mariskaterem drugem procesu množičnega razmnoževanja, npr. pri izdelavi glasbenih zgoščenk.

### Rekonstrukcija optičnih hologramov
Na fotografski plošči z zajetim hologramom je shranjena informacija o interferenci objektnega in referenčnega žarka. Če na hologram, zajet s postopkom opisanim v prejšnjem poglavju, posvetimo z rekonstrukcijskim žarkom, ki je enake barve kot referenčni žarek, ter na fotografsko ploščo vpada pod enakim kotom, zaradi različne barve točk na fotografski emulziji pride do rekonstrukcije valovnih front za ploščo. Intenziteta svetlobe ima torej v ravnini takoj za fotografsko ploščo enak profil, kot ga je imela za ploščo med snemanjem. Če  opazovalec pogleda skozi fotografsko ploščo, za njo na lokaciji objekta med snemanjem vidi rekonstruirano hologramsko sliko. Slika je v tem primeru pokončna in navidezna. S spreminjanjem kota opazovanja se spreminja tudi slika, ki vsakič izgleda, kot da bi gledali svetlobo, ki je bila dejansko odbita od objekta.
Hologram je moč rekonstruirati tudi z laserskim žarkom, ki ni identičen snemalnemu, torej je npr. drugačne barve, vendar v tem primeru rekonstrukcija ni popolna, opazovana slika se zaradi drugačne valovne dolžine laserskega žarka spremeni. V primeru spremembe valovne dolžine laserja se spremenijo kotne velikosti objektov, posnetih na hologramu.
Obstajajo tudi mavrični hologrami, ki jih je moč rekonstruirati z belo svetlobo.
Izredno zanimiva lastnost holograma je, da vsak del fotografskega medija, na katerem je posnet hologram, nosi celotno informacijo o zapisani sliki. Če hologram prelomimo na pol, je sliko še vedno moč rekonstruirati iz le ene polovice holograma, vendar se pri tem izgubi del vidnega polja. Situacija je podobna, kot če bi sliko gledali skozi manjše okno.

### Digitalna holografija
Digitalna holografija je pojem, ki se nanaša tako na zajemanje kot na rekonstrukcijo hologramov, kjer enega izmed elementov nadomestimo z digitalnim, podobno kot to storimo pri digitalni fotografiji.
Digitalno zajemanje hologramov dobimo, če v postavitvi za zajemanje fotografsko ploščo zamenjamo za katero izmed digitalnih tipal CCD ali CMOS. Prednost takšne postavitve je seveda takojšnja pridobitev slike, brez potrebe po razvijanju, pomanjkljivost pa se skriva predvsem v manjši ločljivosti posnetega holograma.
Digitalna rekonstrukcija se nanaša na tvorjenje hologramske rekonstrukcije iz digitalno zajetega holograma. Digitalni hologram lahko rekonstruiramo fizično, tako da na LCD zaslon svetimo z laserskim žarkom, uporabljenim za snemanje holograma. Situacija je podobna, kot v primeru običajnega digitalnega projektorja. Druga možnost uporabi za rekonstrukcijo slike numerične algoritme, ki iz interferenčnega vzorca, zajetega na digitalnem tipalu, sliko rekonstruirajo na zaslonu računalnika. Prednost slednjega postopka je predvsem preprostost rekonstrukcije, ki za delovanje ne potrebuje laserskega izvora, vendar se v tem primeru izgubi tridimenzionalna kvaliteta posnetka. Slika pridobljena iz numerične rekonstrukcije je takšna, kot da bi rekonstruiran hologram posneli z običajnim fotoaparatom.

## Klasifikacija hologramov
Obstaja veliko vrst hologramov, ki se jih lahko klasificira na več različnih načinov. Razvrstili jih bomo v dve kategoriji, na odsevne in na transmisijske holograme.

### Odsevni hologrami
Najbolj pogosti tip hologramov je odsevni hologram, pri katerem se 3D slika posnetega objekta pojavi blizu površja holograma. Pod specifičnim kotom in iz smeri, kjer se nahaja opazovalec, posvetimo na odsevni hologram z običajno belo svetlobo. Tako opazovalec zazna sliko, ki jo sestavlja odbita svetloba iz holograma. Odsevni hologrami so lahko tudi barvni - njihova slika se optično ne razlikuje od originalnega objekta. Če je objekt ogledalo, holografska slika odseva belo svetlobo, če pa je objekt diamant, se v holografski sliki vidi le sijaj.

### Transmisijski hologrami
Transmisijski hologram je viden z lasersko svetlobo, ki je običajno enakega izvora, kot tista, s katero smo posneli hologram. Na hologram posvetimo iz zadnje strani, da se hologramska slika ustvari pred opazovalcem. Virtualna slika je lahko zelo globoka in ostra. Če hologram zlomimo na več koščkov, vsak košček še vedno poustvari celotno posneto sliko objekta, le perspektiva hologramske slike je odvisna od položaja koščka v hologramu. Poleg tega velja tudi, da če na hologram posvetimo z laserjem v obratni smeri, bo realna slika projecirana na mesto, kjer se je nahajal objekt.

### Ostali hologrami
Obstaja še veliko variacij hologramov med odsevnimi in transmisijskimi hologrami:
- Reliefni hologrami:

2D interferenčni vzorec je odtisnjen na tanko plastično folijo. Masovno se proizvajajo za varnostne namene, nahajajo se npr. na kreditnih karticah.
- Integralni hologrami:

Transmisijski ali odsevni hologrami se lahko naredijo tudi iz serije fotografij (običajno prosojnic) objekta. Objekt je lahko človek, računalniška grafika ali rentgenska slika. Objekt posnamemo s kamero iz vseh smeri. Vsaka projekcija je prikazana na LCD zaslonu, ki je osvetljen z lasersko svetlobo in se uporablja kot objektni žarek, da se posname hologram na ozek navpični trak holografske plošče. Naslednja projekcija se na enak način posname na sosednji trak. Postopek se ponavlja, dokler ne posnamemo celotno 3D sliko objekta.
- Holografska interferometrija:

Mikroskopske spremembe na predmetu je mogoče kvantitativno izmeriti, tako da se spreminjajoči objekt zaporedno osvetli. Ustvarjena virtualna slika objekta se lahko direktno primerja z realnim objektom. Omogoča zaznavo celo nevidnih pojavov, kot so toplotni in udarni valovi.
- Multikanalni hologrami:

S spremembami kota opazovanja istega holograma, je mogoče opaziti popolnoma različno sliko. Koncept ima ogromen potencial za razvoj računalniških pomnilnikov.
- Računalniško ustvarjeni hologrami:

Matematični princip holografije je zelo dobro poznan. V glavnem obstajajo trije osnovni elementi holografije: izvor svetlobe, hologram in slika. Če dva izmed elementov določimo v naprej, lahko tretji element izračunamo. Npr., če delamo enostaven hologram na dveh režah in poznamo valovno dolžino žarkov, lahko izračunamo uklonski vzorec. Ustvarimo lahko poljuben vzorec, ki si ga zamislimo. Ko se določi valovna dolžina laserske svetlobe, ki se bo uporabila za opazovanje, se lahko hologram ustvari z računalnikom. Uporaba računalniško ustvarjenih hologramov strmo narašča. Uporablja se za izdelavo holografskih optičnih elementov in splošneje za nadzor laserske svetlobe v številnih optičnih elementih, kot so npr. CD predvajalniki.

## Uporaba holografije

### Digitalna holografska mikroskopija
Digitalna holografska mikroskopija je raziskovalna tehnika, pri kateri z digitalnim senzorjem posnamemo hologram mikroskopskih objektov, ki ležijo blizu detektorja. Tako zajet hologram nato ob poznavanju valovne dolžine laserja in njegovega vpadnega kota digitalno rekonstruiramo, tako da dobimo dvodimenzionalen posnetek intenzitete svetlobe v ravnini za detektorjem. Dobimo torej mikroskopsko sliko objekta.
Digitalna holografska mikroskopija lahko dosega ločljivosti do nekaj mikronov, njena glavna prednost pa je v preprostosti in prenosljivosti digitalnih holografskih mikroskopov. Slednji lahko tehtajo le nekaj deset gramov, zaradi česar so izjemno primerni za terensko delo.
Poleg merjenja intenzitete omogoča digitalna hologramska mikroskopija, včasih imenovana kar DHM, rekonstrukcijo faze svetlobe, kar omogoča hkratno izvajanje optične interferometrije na opazovanih vzorcih. Ker je faza svetlobe odvisna od snovi, skozi katero potuje na poti do detektorja, ta tehnika omogoča natančnejše določanje sestave opazovanega vzorca.

### Varnost
Reliefne holograme je izredno težko ponarediti, saj se za popolno repliko holograma potrebuje izredno drago in tehnološko napredno opremo. Varnostne holograme se zato pogosto uporablja za zaščito osebnih dokumentov, kreditnih kartic in ostalega kakovostnega blaga. Uporablja se jih tudi za zaščito bankovcev, predvsem tistih z večjo vrednostjo. Hologramsko so zaščiteni vsi evrski bankovci, tako bankovec za 5€ kot za 500€.

### Umetnost in zabavna industrija
Že v sedemdesetih letih je bil potencial holografije opažen tudi v umetnosti. Salvador Dali velja za pionirja na tem področju, saj je leta 1973 posnel prvi 3D holografski portret rockerja Alice Cooperja. Portret se nahaja v Dalijevim muzeju v Španiji . Daliju so sledili številni umetniki, odpirali so se studiji in ustanavljale so se različne šole holografije. Holocenter v New Yorku še danes ponuja umetnikom prostor za ustvarjanje in razstavljanje njihovih del.
Računalniško generirani hologrami so popularni tudi v glasbeni industriji. Začelo se je leta 2012, ko so ustvarili nastop že pokojnega Tupac Shakurja in ga projicirali pred živim občinstvom na prireditvi Coachella Valley Music and Arts Festival. Tehnika je postala zelo popularna, saj so ustvarili že številne holografske nastope glasbenikov (npr. Elvis Presley, M.I.A in Janelle Monae, Psy). Največje medijske pozornosti je bil deležen nastop Michaela Jacksona leta 2014 na dogodku Billboard Music Awards, skoraj 5 let po njegovi smrti.

### Medicina
Holografska interferometrična metoda je bila že uspešno uporabljena v medicini za proučevanje različnih delov človeškega telesa. Tehnika se je že uporabila za raziskovanje očesne roženice, človeških zob, kosti in gibanja prsi med dihanjem.
Endoskopska holografija se trudi združiti metodo endoskopije s holografijo. Zagotavljala bo visoko ločljivostno neinvazivno 3D slikanje votlih človeških organov do katerih je težko dostopati. Obstajata že dve tehniki; pri eni se hologram zabeleži že znotraj endoskopa, pri drugem načinu pa se uporablja zunanji snemalni sistem.
Rentgenska holografija ima potencial za preučevanje bioloških vzorcev v vodni razstopini z visoko resolucijo, brez potrebe za predhodnjo pripravo vzorca.
Razvija se tudi dinamični 3D holografski sistem, ki bo omogočal prikaz in interakcijo s hologramom bolnikovega organa. Interakcija s samim organom bo omogočala zdravniku, da bo pripravil natančen načrt operacije in s tem zmanjšal invazivnost posega.

### Shranjevanje podatkov
Podatke se shranjuje tako, da se posname interferenčni vzorec v debel, svetlobno občutljivi vzorec. Holografija omogoča, da shranimo več informacij na isto mesto tako, da na medij z zapisovalnim žarkom svetimo pod različnimi koti.

### Holografski optični elementi (HOE)
Holografski optični element je optični element (npr. leča, filter), ki ga naredimo s holografsko tehniko. Ustvarijo se lahko edinstvene optične funkcije, ki niso mogoče z običajno optiko. HOE so izredno pomembni v optični elektroniki, predvsem se jih uporablja pri optičnih pomnilniških diskih in diodnih laserjih. Najdemo jih tudi v čitalnikih črtne kode.

### Ostale aplikacije
Tehnika holografije ima še veliko drugih aplikacij. Holografski optični bralniki so cenejši in hitrejši od običajnih zrcalnih. Holografijska interferometrija se uporablja v številnih laboratorijih za odkrivanje strukturnih napak materiala, pri tem pa se vzorca ne poškuduje. "Head-up display" je holografsko vetrobransko steklo, nameščeno v vojaških in komercialnih letalih. Pilotu prikazuje podatke letenja v njegovem vidnem polju, tako da ni potrebe po gledanju drugam.

## Druge vrste holografije
Holografija je odvisna predvsem od interference uporabljenega valovanja, zaradi česar je načeloma možno izdelati hologramski posnetek tudi s kakšnim drugačnim valovanjem.
Ena izmed možnosti je, da namesto laserskega žarka uporabimo elektronski snop. V tem primeru dobimo elektronsko holografijo, ki se lahko uporabi kot nadomestek elektronskega transmisijskega mikroskopa. Takšna metoda je zaradi interakcije elektronov z magnetnim in električnim poljem v snovi primerna za njihovo proučevanje Holografijo je možno izvajati tudi z zvočnim valovanjem, kar pripelje do akustične holografije.